# Andrea Gemma

Bischofswappen von Andrea Gemma

Andrea Gemma FDP (* 7. Juni 1931 in Neapel; † 2. September 2019 in Rom) war ein italienischer Geistlicher und römisch-katholischer Bischof von Isernia-Venafro.

## Leben
Andrea Gemma trat im Alter von 10 Jahren als Aspirant, in die Kongregation der Söhne der göttlichen Vorsehung in Velletri ein. Er empfing am 28. April 1957 in Rom die Priesterweihe. Er war anschließend von 1958 bis 1969 Lehrer für lateinische und griechische Sprache am Lyceum in Villa Moffa. Von 1969 bis 1978 war er Pfarrer in der Pfarrei Ognissanti in Rom und gleichzeitig Präfekt der Präfektur XIX. der Diözese Rom. Ab 1978 war er Pfarrer in Avezzano. 1980 wurde er Generalvikar seiner Ordensgemeinschaft, dann Generalsekretär und ab 1987 Generalrat seines Ordens. Von 1980 bis 1990 war er Direktor des offiziellen Newsletters seiner Gemeinde Don Orione Oggi.
Papst Johannes Paul II. ernannte ihn am 7. Dezember 1990 zum Bischof von Isernia-Venafro und spendete ihm 6. Januar 1991 im Petersdom die Bischofsweihe; Mitkonsekratoren waren die Kurienerzbischöfe Giovanni Battista Re und Justin Francis Rigali. Am 5. August 2006 nahm Benedikt XVI. sein aus Altersgründen vorgebrachtes Rücktrittsgesuch an.
Er war als Autor und Publizist tätig und arbeitete mit vielen katholischen Zeitschriften zu verschiedenen Themen zusammen: Biografien, Homiletik, Mariologie, Pastoral. Er war ein großer Kenner von Luigi Orione und hat mehrere Bücher über den Gründer veröffentlicht. Er war als Prediger für Spirituelle Übungen gesucht, von denen viele in Bänden gesammelt sind.